# Club Deportivo Vaca Díez
El Club Deportivo Vaca Díez, más conocido simplemente como Vaca Díez, es un club de fútbol boliviano con sede en la ciudad de Cobija, Departamento de Pando. Fue fundado el 19 de marzo de 1952 y desde 2024 juega en la Primera "A" de la Asociación de Fútbol de Pando, tercera categoría del fútbol boliviano.

## Historia
El Club Deportivo Vaca Díez fue fundado el 19 de marzo de 1952 por un grupo de estudiantes del Colegio Nacional Dr. Antonio Vaca Díez. En el año 2005 ganó el Campeonato Pandino clasificándose a la Copa Simón Bolívar de ese año. En su campaña consiguió su primer triunfo el 17 de septiembre derrotando a Paraíso por 1-0 con gol marcado por Sergimei Silva.

### Ascenso a la Primera División
En 2021, Vaca Díez avanzó hasta las semifinales de la Copa Simón Bolívar, torneo que otorga el ascenso a la Primera División, donde fue derrotado por Universitario de Vinto (equipo que finalmente conseguiría el ascenso a la máxima categoría), postergando su ascenso a la división profesional por un año más. Al año siguiente, el equipo pandino se impondría en la fase regional, consiguiendo el segundo cupo departamental y de esta manera volver a obtener el pasaje a la Copa Simón Bolívar. Ya en este torneo, en octavos de final Vaca Diez se enfrentó a Atlético Bermejo (Tarija), alzándose con la victoria con un marcador global de 6-0. En cuartos de final, se enfrentó a Deportivo Fatic de El Alto (La Paz), superándolo en la definición por penales por 7-6 después de igualar en el marcador global por 3-3, consiguiendo de este modo avanzar a las semifinales.
Las semifinales las jugó en Cochabamba, en cancha neutral, donde su rival fue Destroyer's, teniendo un resultado global de 4-3 a su favor, clasificando así a la Gran Final que se disputaría también en la ciudad de Cochabamba a partido único. El 24 de noviembre de 2022, disputó la final ante Libertad Gran Mamoré, donde el resultado fue 2-2, llevando el partido a los penales, quedándose con el triunfo por 4-2, coronándose como campeón de la Copa Simón Bolívar 2022 y por consiguiente el ascenso a la liga profesional boliviana.

## Uniforme
Para la temporada 2023, estos son los colores usados en el uniforme:
- Uniforme titular: camiseta celeste, pantalón blanco y medias celestes.
- Uniforme visitante: camiseta, pantalón y medias negras.

| titular | visitante |

## Instalaciones

### Estadio

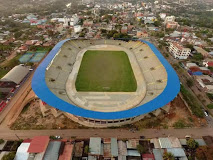
Vista aérea del Estadio Roberto Jordán Cuéllar.

El principal recinto del club es el Estadio Roberto Jordán Cuéllar, también conocido como el «Coloso de la Amazonía», de propiedad del Gobierno de Cobija. Cuenta con un aforo total para 25 000 espectadores.
El recinto cuenta con dos amplios camarines que tienen casilleros para 22 personas, baños, duchas privadas y hasta un hidromasaje en cada uno. Al margen hay otro vestuario para los árbitros, también equipado. Tiene un portón de acceso para buses grandes, a fin de que las delegaciones y los árbitros ingresen directamente hacia los vestuarios mediante pasillos y se retiren de la misma manera. Además de un área de parqueo.

## Datos del club
- Fundación: 19 de marzo de 1952.
- Temporada en Primera División: 1 (2023)
- Participaciones en Copa Simón Bolívar: 9 (2005, 2011/12, 2012/13, 2017, 2019, 2020, 2021, 2022,2024)
- Participaciones en Copa Bolivia Ascenso: 1 (2013).
- Mayor goleada a favor: 5 - 2 vs. Nacional Potosí (27 de abril de 2023).
- Mayor goleada en contra: 1 - 4 vs. The Strongest (20 de mayo de 2023).

## Participaciones

### Competición nacional
| Torneo | Posición | PJ | PG | PE | PP | GF | GC | DG  | Pts. |
| ------ | -------- | -- | -- | -- | -- | -- | -- | --- | ---- |
| 2023   | 15.°     | 32 | 8  | 8  | 16 | 42 | 61 | -19 | 32   |

| Torneo | Posición     | PJ | PG | PE | PP | GF | GC | DG  | Pts. |
| ------ | ------------ | -- | -- | -- | -- | -- | -- | --- | ---- |
| 2005   | Primera fase | 5  | 1  | 0  | 4  | 2  | 13 | -11 | 3    |
| 2020   | Semifinales  | 12 | 7  | 2  | 3  | 20 | 12 | +8  | 23   |
| 2021   | Semifinales  | 10 | 5  | 3  | 2  | 14 | 9  | +5  | 18   |
| 2022   | Campeón      | 15 | 8  | 4  | 3  | 28 | 19 | +9  | 28   |

| Torneo | Posición       | PJ | PG | PE | PP | GF | GC | DG  | Pts. |
| ------ | -------------- | -- | -- | -- | -- | -- | -- | --- | ---- |
| 2013   | Fase de grupos | 5  | 0  | 0  | 5  | 3  | 20 | -17 | 0    |

## Entrenadores

### Cronología
- Yonny Nay (2019)
- Wilson Escalante (2020)
- Carlos Hurtado (2022)
- José Aurelio Gay (2023)
- Carlos Fonseca (2023)
- Rodrigo Santana (2023)
- Yonny Nay (2024-)

## Palmarés

### Torneos nacionales
| Competición nacional   | Títulos | Subcampeonatos |
| ---------------------- | ------- | -------------- |
| Copa Simón Bolívar (1) | 2022.   |                |

### Torneos regionales (8)
| Competición regional                           | Títulos                                            | Subcampeonatos                            |
| ---------------------------------------------- | -------------------------------------------------- | ----------------------------------------- |
| Asociación de Fútbol Pando - Primera "A" (8/7) | 2005, 2006, 2007, 2009, 2010, 2011, 2011/12, 2019. | 1998, 2004, 2008, 2013, 2016. 2019, 2021. |

## Rivalidades

### Clásico del Norte
Vaca Díez disputa frente a Libertad Gran Mamoré el Clásico del Norte, también llamado «Clásico Amazónico». Desde que ambos equipos ascendieron a Primera División y que a partir de 2023 se verían las caras, este clásico toma relevancia pues por primera vez en la historia del fútbol boliviano se enfrentarán 2 equipos de los departamentos de Beni y de Pando.